# أيوب الرها
أيوب الرها (حوالي ق. 760 ؟ – ق. 835 ؟)، الملقب بالأبرش، أو الأبرش الرهاوي كان فيلسوفًا طبيعيًا وطبيبًا مسيحيًا نشط في بغداد وخراسان في عهد الخلافة العباسية. وكان له دور مهم في نقل العلوم اليونانية إلى العالم الإسلامي من خلال ترجماته إلى اللغة السريانية، وكان ذا حظوة في دار الخلافة.

## الحياة
كان أيوب من أهل الرها. يُوضع تاريخ ميلاده عادةً في حوالي عام 760، ولكن ربما كان في وقت لاحق إلى حد ما، حيث كان نشطًا كطبيب في أوائل ثلاثينيات القرن التاسع. ويقول المؤرخ ابن العبري في القرن الثالث عشر إنه كان معاصرًا للبطريرك تيموثاوس الأول بطريرك سلوقية وقطسيفون (727-823) وعضوًا في كنيسة المشرق، أي أنه اتبع العقيدة النسطورية. وقد زعم ألفونس مينجانا، على أساس أصوله الرهاوية، أنه ربما كان متحولًا من الكنيسة الملكانية أو الكنيسة السريانية الأرثوذكسية. جميع المخطوطات المعروفة لأعماله أُنتجَت في الدوائر السريانية الأرثوذكسية.
في نسخ كتابه عن الكنوز ، أُعطي أيوب لقب resh asawātā ('شيخ الأطباء'). وفقًا للكاتب ياقوت الحموي في القرن الثالث عشر، خدم أيوب وابنه إبراهيم الخليفةَ العباسي المأمون (813-833) أطباءً في بغداد. في أوائل ثلاثينيات القرن التاسع، عيّن الخليفة أيوب طبيبًا شخصيًا لعبد الله بن طاهر، حاكم خراسان.
تُوفي أيوب بعد عام 832.

## الأعمال
كان أيوب الرهاوي معروفًا في المقام الأول بأنه مترجم للأعمال اليونانية إلى السريانية . أورد حنين بن إسحاق، في رسالة إلى علي بن يحيى بن المنجم، أن أيوب ترجم 36 عملًا لجالينوس، معظمها إلى السريانية. على الرغم من أن حنين لم يكن دائمًا ينظر إلى أيوب باعتباره مترجمًا بشكل جيد، إلا أنه استخدم العديد من إصداراته السريانية في إعداد ترجماته العربية الخاصة. ويذكر ابن النديم في موسوعة الفهرست أن أيوب كان مترجمًا للغة اليونانية. ويقال إنه عمل مع شخص يدعى سمعان لترجمة الجداول الفلكية (الأزياج) البطليموسية لمحمد بن خالد بن برمك. من المحتمل أنه قام أيضًا بترجمة أعمال أرسطو.
لقد نجا عملان أصليان لأيوب:
- كتاب الكنوز (بالسريانية: Ktābā d-simātā)، وهو عمل موسوعي في الفلسفة الطبيعية، مُقسّم إلى ستة أقسام، يُحلل العالم وفقًا لنظرية العناصر. يتناول كتاب أيوب علم التشريح، وعلم الفلك، والكيمياء، والرياضيات، والطب، وعلم المعادن، والميتافيزيقيا، والأرصاد الجوية، والفيزياء، وعلم وظائف الأعضاء، وعلم النفس، وعلم الحيوان.[2][4] لا يُظهر كتاب أيوب أي تأثير لبطليموس، مما يُشير إلى أنه كُتب قبل أن يُترجم أيوب كتاب بطليموس.[5]
- رهاب الماء عند الكلاب (أو داء الكلب)[2][4]

وفيها يستشهد بالعديد من أعماله السابقة من خلال عناوينها، وهي:
- عن البول (ربما عدة أطروحات)
- حول أسباب الحمى
- عن الروح
- في أسباب نشوء الكون من العناصر
- عن الحواس الخمس
- عن الجواهر
- عن الإيمان
- عشرة قياسات منطقية مأخوذة من طبيعة الأشياء، تثبت أن المسيح هو إله وإنسان في نفس الوقت

لقد فقدت هذه المخطوطات الآن، ولكن لدينا استشهادات من الأعمال العلمية لمسلمين لاحقين تذكر أطروحات أيوب عن البول في استشهاداتهم. مثلًا يستشهد به محمد بن أحمد الخوارزمي تحت عنوان كتاب التفسير في البول، ويستشهد أبو الحسن أحمد الطبري بهذا العمل وآخر بعنوان كتاب البيان لما يجيبوه طهور البول. يستشهد مطهر بن طاهر المقدسي بكتاب تفسير أيوب، والذي ربما يكون إما كتاب التفسير في البول أو كتاب الكنوز تحت عنوان مختلف. تشير هذه الاستشهادات إلى أن العمل على البول إما أنه كُتب أصلًا باللغة العربية أو أنه تُرجم إلى العربية. ومن بين المؤلفين المسلمين الآخرين الذين استشهدوا بأيوب أبو بكر الرازي والبيروني. ويختلف العلماء في كون بعض مؤلفاته قد ألفها باللغة العربية أم أنها ترجمات فقط.

## ملحوظات
1. ↑  Syriac: Iyob or Ayyub Urhāyā; اللغة العربية: Ayyūb al-Ruhāwī (see Roggema 2008 and 2011).
2. 1 2 3  Brock 1997، صفحات 65–66.
3. 1 2 3 4 5 6 7  Roggema 2008.
4. 1 2 3 4 5 6 7 8 9 10 11 12  Roggema 2011.
5. 1 2  Mingana 1935، صفحة xix.

## الطبعات
- Job of Edessa (1935). Mingana، Alphonse (المحرر). Encyclopaedia of Philosophical and Natural Sciences as Taught in Baghdad about A.D. 817, or Book of Treasures. W. Hefer & Sons. DOI:10.7282/T3K935PN. مؤرشف من الأصل في 2024-08-30.

## فهرس
- Brock، Sebastian (1997). A Brief Outline of Syriac Literature. St. Ephrem's Ecumenical Research Institute.
- Roggema، Barbara (2008). "Job of Edessa". في David Thomas؛ Barbara Roggema (المحررون). Christian–Muslim Relations: A Bibliographical History. Brill. ج. 1 (600–900). ص. 502–509. DOI:10.1163/1877-8054_cmri_COM_23616.
- Roggema، Barbara (2011). "Iyob of Edessa". في Sebastian P. Brock؛ Aaron M. Butts؛ George A. Kiraz؛ Lucas Van Rompay (المحررون). Gorgias Encyclopedic Dictionary of the Syriac Heritage: Electronic Edition. Gorgias Press. مؤرشف من الأصل في 2024-11-21. Published online by Beth Mardutho, 2018.{{استشهاد بموسوعة}}:  صيانة الاستشهاد: postscript (link)